# Luz sin gravedad
«Luz sin gravedad» es una canción compuesta por Belinda, Jimmy Harry, Nacho Peregrin e interpretada por cantante mexicana Belinda. La canción fue lanzada por EMI Televisa Music durante el segundo trimestre de 2007, como tercer sencillo de Utopía, el segundo álbum de estudio de la cantante. La canción está incluida dentro del género pop. El video musical fue dirigido por Scott Speer.

## Información de la canción
En la canción Belinda le canta a alguien con el que ya no puede estar, y por lo que ella está muy afligida. Además de que Belinda le pide su regreso para poder estar con esa persona otra vez, habla también de cómo un adolescente se enfrenta a las adversidades y golpes de la vida. A pesar de sentirse muy sola, con espíritu y valentía logra salir adelante. En esta canción podemos ver una Belinda mucho más madura y adulta.
En México se convirtió, hasta el momento, en el sencillo más sonado de Belinda, superando incluso a su exitoso sencillo Ángel (anterior sencillo más exitoso de Belinda).
La canción también ha sido grabada en inglés con el título See A Little Light, la cual aparece en el mismo álbum, y que ha sido lanzado como sencillo oficial en Estados Unidos y Europa.

## Video musical
En el vídeo se muestra a Belinda, tocando el piano, para pasar a la siguiente escena donde se le ve simulando a una chica que estudia ballet y tropieza muchas veces, tras recibir los regaños constantes de su instructora y las burlas de sus compañeras, decide abandonar el salón de danza y camina por las calles de la Cd. de México, después empieza a llover y tras haberse desahogado de sus problemas cantando, logra hacer los pasos de baile sin tropezar. El vídeo es totalmente en blanco y negro, dándole un toque más serio.
El vídeo llegó a posicionarse entre los diez más pedidos de MTV México en el puesto 1 varias veces, siendo uno de los pocos videos que ha aparecido más de 100 días continuos en dicho conteo. En cuanto a la canción, se refiere se posicionó en los primeros lugares de las listas radiales de México, Venezuela, Argentina, Colombia y EE. UU. Fue el tercer más pedido del año en MTV Norte en 2007, mientras que en Mtv Sur se posicionó en el lugar 31.

### Posiciones del video
| Año  | Lista                                      | Posición               |
| ---- | ------------------------------------------ | ---------------------- |
| 2007 | Los 10+ pedidos de MTV Latinoamérica Norte | 1(x11)[cita requerida] |
| 2007 | Los 10+ pedidos de MTV Latinoamérica Sur   | 1x(17)[cita requerida] |
|      | Listas de fin de año                       |                        |
| 2007 | Los 100 + Pedidos del 2007 (Norte)         | 3[cita requerida]      |
| 2007 | Los 100 + Pedidos del 2007 (Sur)           | 31[cita requerida]     |

## Lanzamientos
El vídeo fue lanzado antes que la canción, el 12 de marzo de 2007, mientras que la canción el 29 de mayo del mismo año.

## Posicionamiento en listas
| Listas (2007)                      | Mejor posición |
| ---------------------------------- | -------------- |
| Estados Unidos (Latin Pop Airplay) | 29             |

## Versiones oficiales
- «Luz Sin Gravedad» (Álbum Versión)

## See a Little Light
«See a Little Light» es la versión en inglés de «Luz sin gravedad», lanzada también en el álbum Utopía. Fue utilizada como sencillo oficial para promocionar Utopía 2 en Estados Unidos y la edición internacional en Europa.

### Video musical
El video musical para See A Little Light muestra las mismas escenas del video Luz Sin Gravedad, pero con distintas imágenes, además notamos que Belinda canta en inglés, y no en español.

### Sencillo
El 22 de abril del 2008 se lanzó en venta un maxisencillo para la promoción del sencillo que contiene cuatro temas, la portada es la misma que el CD promo de Bella Traición.

#### Tracklist
Maxi Single
(B0016UJYG4; Released 22 de abril de 2008)
1. «See A Little Light» - 4:04
2. «Luz Sin Gravedad» - 4:01
3. «If We Were» (acoustic) - 3:29
4. «See A Little Light» (acoustic) - 4:09

Brazilian digital download
1. «Luz Sin Gravedad» - 4:01
2. «See A Little Light» - 4:04
3. «See A Little Light» (acoustic) - 4:09
4. «Es De Verdad» - 3:36
5. «Your Hero» (feat. Finley) - 4:00
6. «Never Enough» - 3:10

### Versiones oficiales
- «See A Little Light» (Álbum Versión)
- «See A Little Light» (Versión acústica)